# Drapele de luptă decorate cu ordinul „Mihai Viteazul” în Al Doilea Război Mondial

Drapel de luptă modern

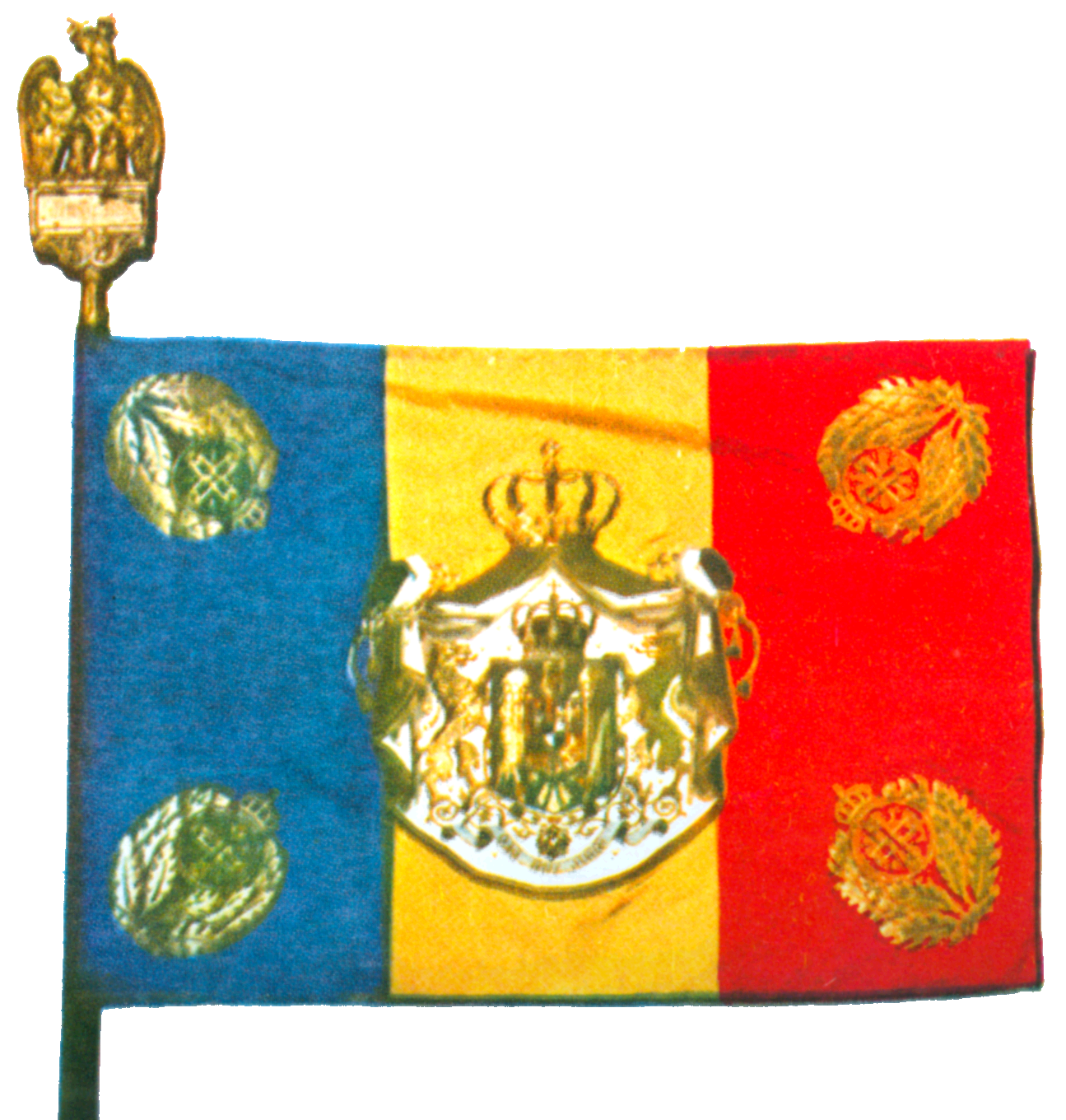
Drapel de luptă din Al Doilea Război Mondial

Ordinul „Mihai Viteazul”

Ordinul militar de război Mihai Viteazul a fost înființat de către regele Ferdinand I, prin Înaltul Decret nr. 3240 din 21 decembrie 1916, fiind destinat a răsplăti „faptele excepționale de război ale ofițerilor care s-au distins în fața inamicului”.
Conform regulamentului ordinului, acesta putea fi acordat și unităților militare care se distingeau pe front, prin decorarea drapelelor de luptă. În Primul Război Mondial, un număr de 39 de regimente de diferite arme au fost recompensate prin decorarea drapelelor de luptă cu cea mai înaltă decorație de război - Ordinul Mihai Viteazul, clasa a III-a.:pp 8-14
Ca și în Primul Război Mondial, și în Al Doilea Război Mondial au fost decorate o serie de drapele de luptă ale unităților (din 1941 și ale marilor unități) militare, astfel:
- cu „modelul 1941” al ordinului
  - clasa a II-a - 13 unități militare
  - clasa a III-a - 73 unități militare
- cu „modelul 1944” al ordinului, clasa a III-a - 45 de unități și mari unități.

Conferirea ordinului Mihai Viteazul cu spade s-a făcut, cu intermitențe, și după război, până în decembrie 1946, majoritatea drapelelor de luptă (35) fiind decorate în februarie 1947.:p. 1037
Decorația se atașa la drapel sub forma unei panglici purtând însemnele specifice ordinului.

## Unități de infanterie

### Regimentul 12 Infanterie „Cantemir”
- Ordinul militar de război „Mihai Viteazul” clasa a III-a. Înalt Decret nr. 3091, din 7 noiembrie 1941[5]:p. 150

## Unități de cavalerie

### Regimentul 2 Roșiori „Prunaru”
- Ordinul militar de război „Mihai Viteazul” clasa a III-a. Înalt Decret nr. 1362, din 15 mai 1945
- Ordinul militar de război „Mihai Viteazul” clasa a III-a, cu spade. Înalt Decret nr. 278, din 2 februarie 1947[5]:p. 150